# 凱基人寿保険
凱基人寿保険（がいきにんじゅうほけん、英文社名 : KGI Life Insurance Co Ltd）は、台湾の台北市松山区に本社を置く生命保険会社である。1963年に設立された。
元社名は「華僑人寿保険股份有限公司」、2021年、凱基金融控股公司の完全子会社となる。2023年、社名を「凱基人寿保険」へ変更することを発表。これにより、凱基金控傘下の凱基銀行等、グループ内の企業名に合わせることになる。2024年1月1日、新社名に変更。